# Glušci (Bogatić)
Pour les articles homonymes, voir Glušci.
Glušci (en serbe cyrillique : Глушци) est une localité de Serbie située dans la municipalité de Bogatić, district de Mačva. Au recensement de 2011, elle comptait 1 993 habitants.
Glušci est officiellement classé parmi les villages de Serbie.

## Ethno-village Avlija

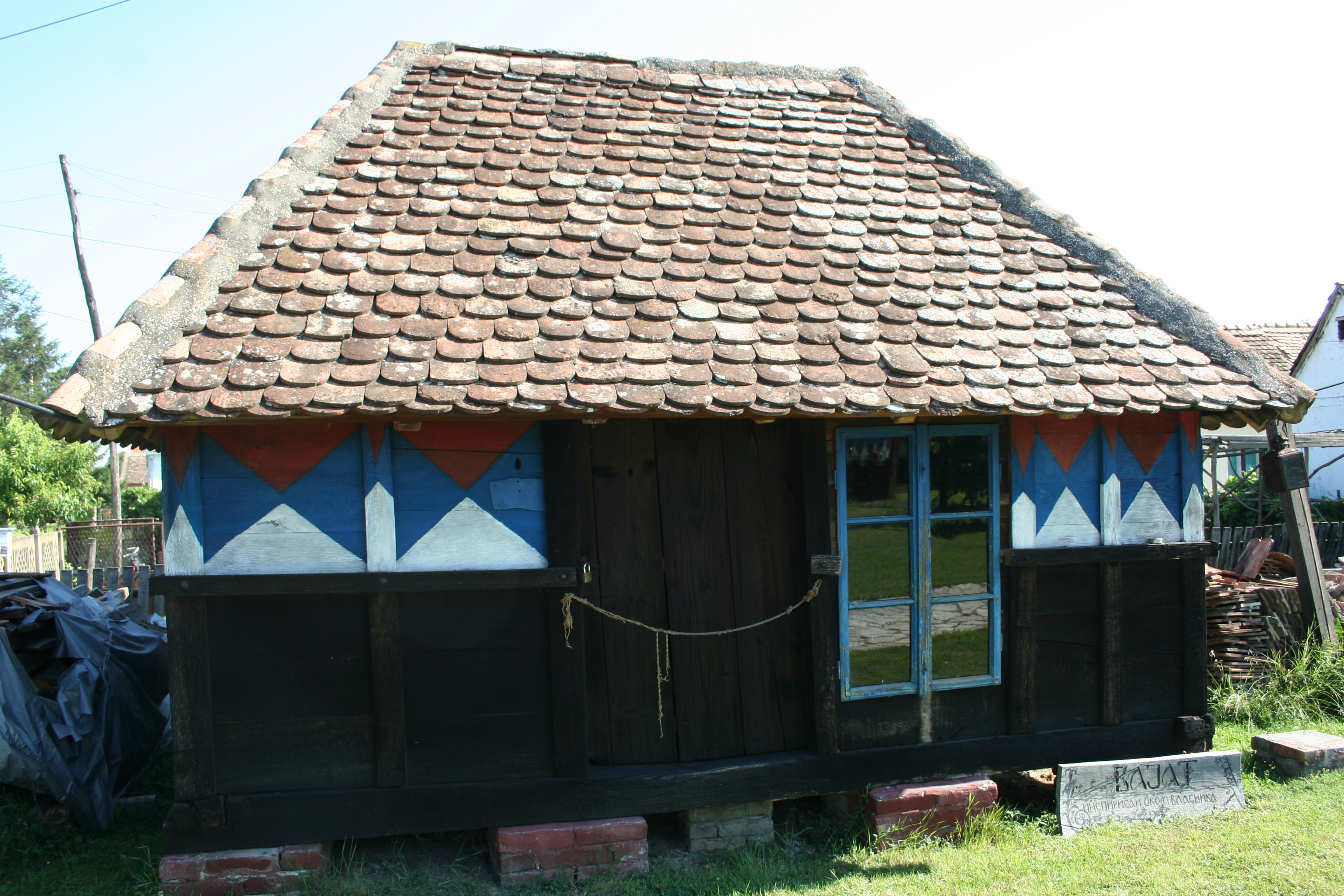
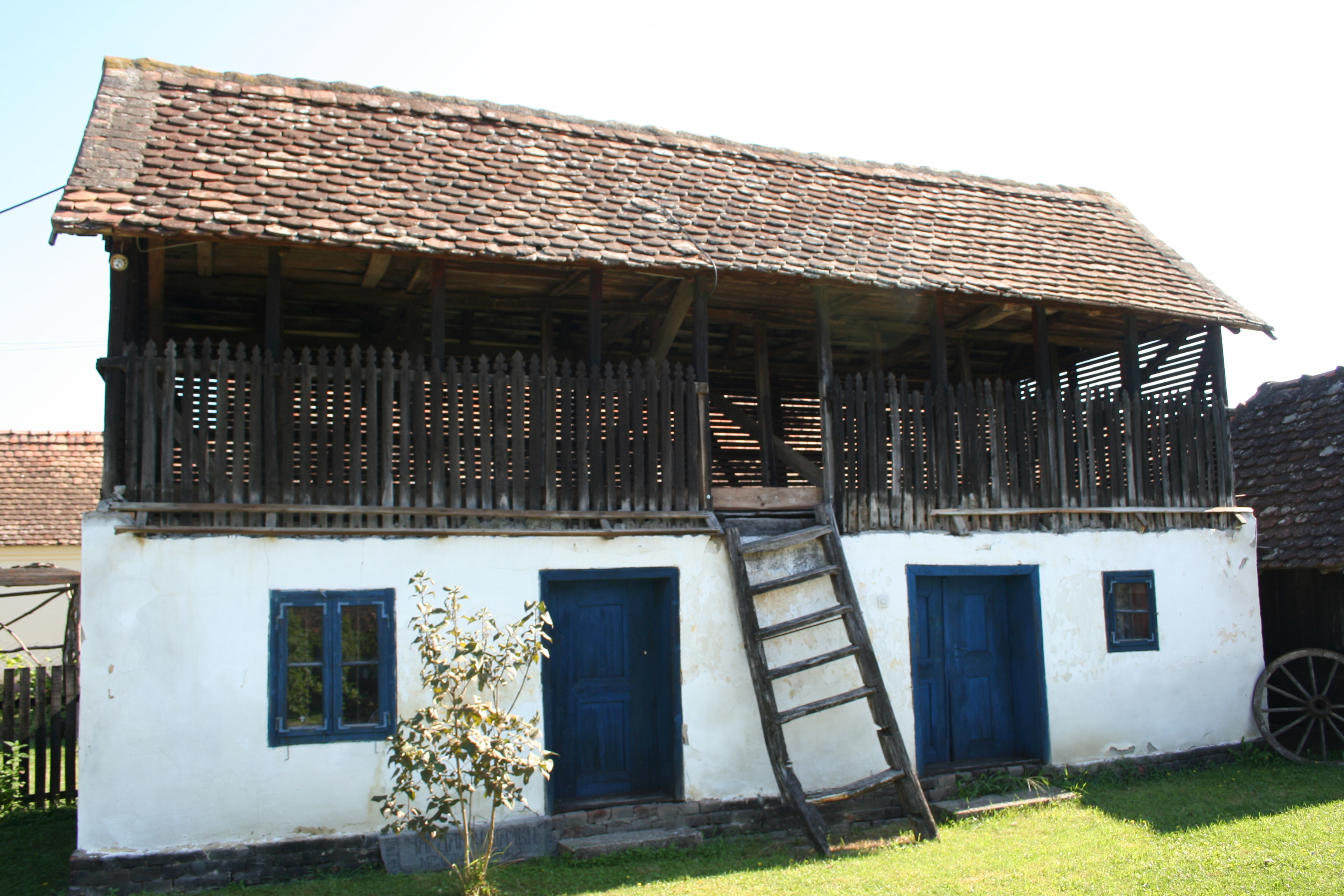
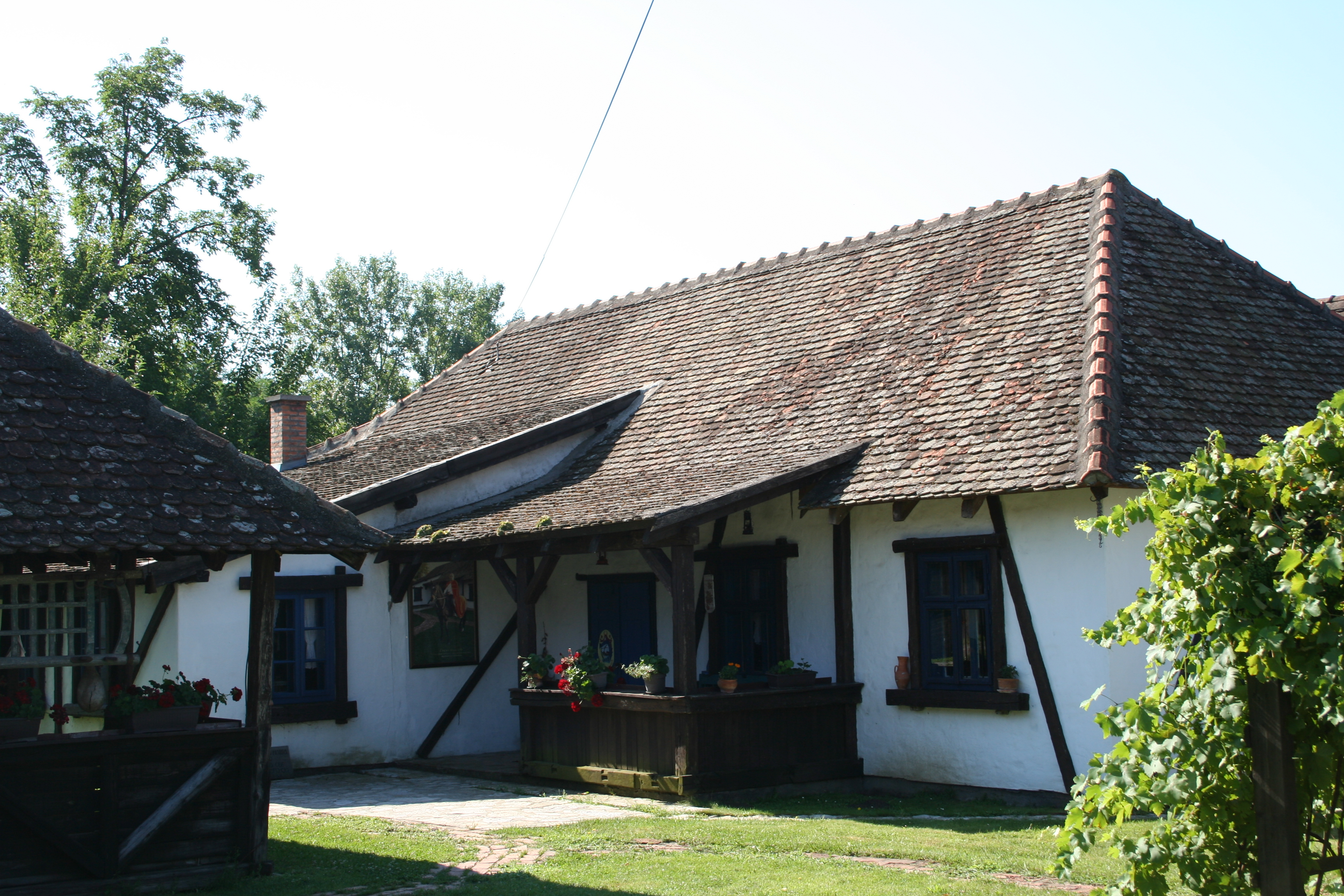

## Démographie

### Évolution historique de la population
| 1948  | 1953  | 1961  | 1971  | 1981  | 1991  | 2002  | 2011  |
| ----- | ----- | ----- | ----- | ----- | ----- | ----- | ----- |
| 2 856 | 2 906 | 2 776 | 2 556 | 2 512 | 2 438 | 2 346 | 1 993 |

|  |